# Donya
Donya è il secondo album in studio del cantante svedese di origine iraniana Arash, pubblicato nel 2008.

## Tracce
1. Intro
2. Donya (feat. Shaggy)
3. Suddenly (feat. Rebecca)
4. Miduni Midunam
5. Kandi (feat. Lumidee)
6. Pure Love (feat. Helena)
7. Naro
8. Chori, Chori (feat. Aneela)
9. Laf, Laf
10. Joone Man
11. Tanham
12. Doset Nadaram
13. Dasa Bala (feat. Timbuktu, Aylar & Yag)
14. Donya (Payami Break Mix) (feat. Shaggy)